# Floris Nollet

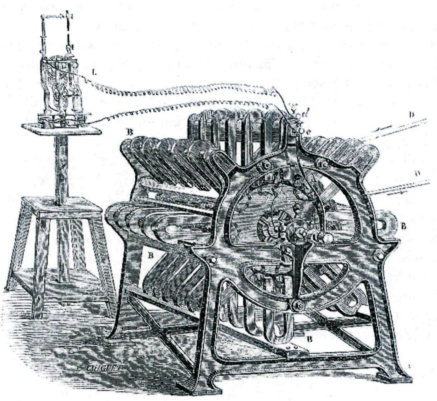
Alliance-generator voedt een booglamp.

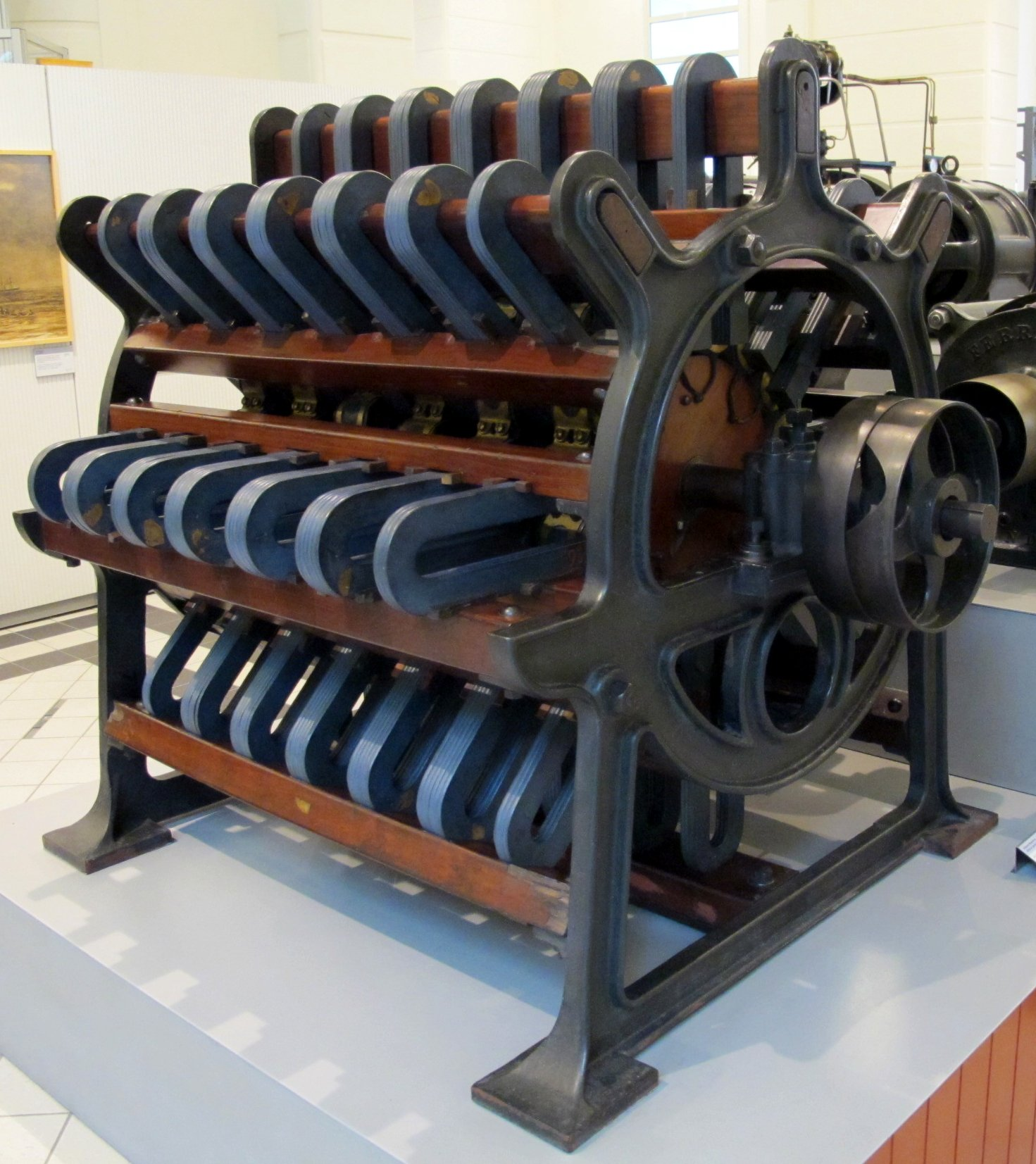
Exemplaar uit het Technisches Museum van Wenen (bouwjaar 1870).

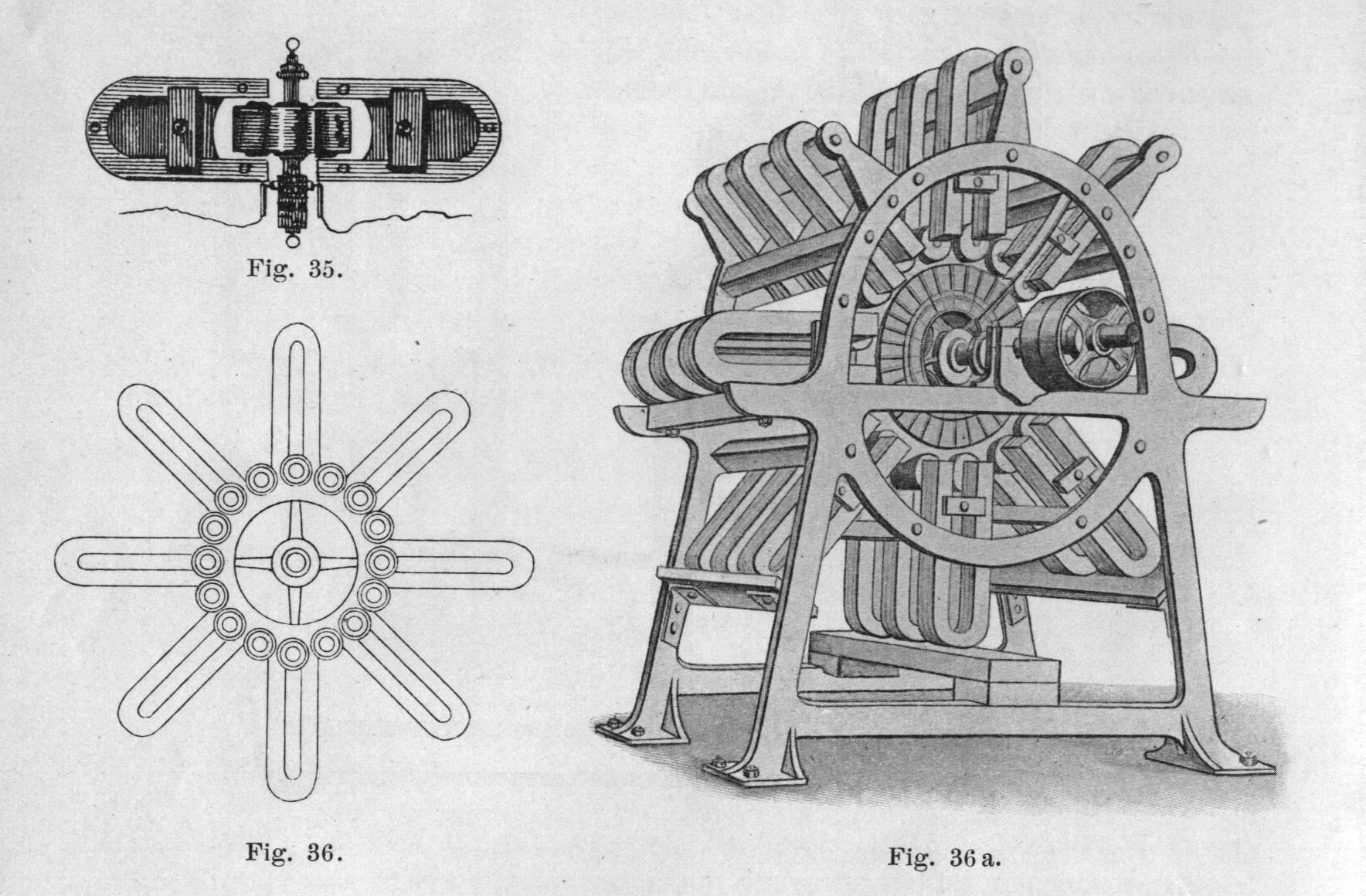
Generator van de Frans-Engelse vennootschap Alliance

Floris Nollet, ook wel Florise (Elouges, 16 september 1794 - Elsene, 11 januari 1853), was hoogleraar in de natuurkunde aan de École Militaire in Brussel en uitvinder van een krachtige magneto-elektrische generator.

## Leven en werk
Florise Nollet werd geboren in een Henegouws dorp op wat nu de grens met Frankrijk is. Zijn ouders waren Arnould Nollet en Romaine Neute. Later zou hij door Auguste Berlioz worden voorgesteld als een achterneef van Jean-Antoine Nollet, maar daar maken zijn biografen geen gewag van.
Na zijn middelbare studies te Bergen, nam Nollet dienst in het leger van Napoleon. Hij was betrokken bij verschillende veldslagen, raakte gewond en werd gevangengenomen. Na de nederlaag van 1814 werd hij leerling bij de Bergense apotheker Gossart. Hij trok naar Parijs om zijn studies te voltooien en vestigde zich daarna als apotheker te Aat (1818).
In het jaar van de Belgische Revolutie werd hij hoogleraar te Brussel (vanaf 1830 aan de Université Libre de Bruxelles en vanaf 1835 ook aan de Militaire School). Hij hield zich onder andere bezig met het construeren van elektromagnetische toestellen. Zijn meest bekende ontwerp was een door stoommachines aangedreven generator die in staat was om stroom op te wekken (1849). Het was een verbetering tegenover eerdere machines van Hippolyte Pixii en Joseph Saxton. Bij de door Nollet ontwikkelde machine waren op de statorzijde zo'n 40 hoefijzermagneten bevestigd, waarin een rotor met talrijke spoelen ronddraaide. In 1850 verkreeg hij een eerste patent op zijn uitvinding en later zou hij met zijn Brusselse assistent Joseph Van Malderen zijn magnéto-électrique nog verbeteren. Hij richtte een firma op die misschien het eerste elektrisch lichtbedrijf kan worden genoemd. Maar Nollet stierf voor hij een werkende generator kon leveren.

## Verdere ontwikkeling van de Nollet-generator
Na Nollets overlijden kwam het patent in handen van L'Alliance, een in Parijs gevestigde vennootschap onder leiding van Auguste Berlioz en met Nollets voormalige medewerker Van Malderen als hoofdingenieur. De firma, gevestigd in een gasfabriek bij het Parijse Hôtel des Invalides, slaagde er uiteindelijk in om een functionele generator te ontwikkelen.
De voornaamste toepassing die Nollet voor ogen had gestaan was de elektrolyse van water. In die dagen was men op zoek een praktische manier om zuurstof en waterstof te produceren voor kalklichtschijnwerpers. Een project in die zin met Alliance-machines werd gerealiseerd in het Parijse Hôtel des Invalides (1856), maar met beperkt succes. Nollet had ook het verhitten van een koolstofdraad in vacuüm in het patent vermeld als mogelijke toepassing. Het was echter Frederick Hale Holmes, een Engelse ingenieur bij de Alliance, die op het idee kwam om de generator te gebruiken voor het aandrijven van booglampen. Deze beloftevolle lichtbron kwam maar niet van de grond wegens de beperktheid van de gangbare elektrochemische stroombronnen. Holmes' versie van de Nollet-generator was getest in de vuurtorens van South Foreland (1859) en permanent geïnstalleerd in Dungeness (1862). Ze kende groot succes op de Great Exhibition van 1862 in Londen.
In Frankrijk had de Alliance ondertussen een verbeterde versie van het systeem ontwikkeld op basis van wisselstroom. Volgens burggraaf Théodose du Moncel was het Antoine Masson die Van Malderen er eerst op zou hebben gewezen dat booglampen beter zouden werken bij weglating van de commutator. De daaruit resulterende Alliance-machine werd eveneens gepresenteerd in het Crystal Palace. Kort erna volgden installaties in de haven van Le Havre (Phare de la Nève, 1863) en op Cap Gris-Nez. In september 1863 werd het systeem getest in een ondergrondse leisteenmijn in de buurt van Angers. De installatie gebeurde onder licentie door de société Bazin, maar om een en ander in goede banen te leiden had L'Alliance haar meest ervaren ingenieur afgevaardigd, Zénobe Gramme. De resultaten werden als zeer positief beoordeeld, maar de kosten bleken vooralsnog prohibitief.
Ook in Engeland ging men het principe toepassen (op Souter Point in 1871 en op South Foreland in 1872), en verdere installaties volgden aan het Suez-kanaal, in Odessa, enz. Ook op schepen kon het krachtige licht zijn nut bewijzen: Napoleon III liet het installeren op zijn jacht om gevaarlijke havens te kunnen binnenvaren (1866), en hij werd erin gevolgd door de Oostenrijkse keizer Frans Jozef. Tijdens het beleg van Parijs gebruikten de Fransen het systeem op Montmartre om nachtelijke aanvallen af te wenden. Later werd de Nollet-generator ook gebruikt in de eerste industrie die echt gebaseerd was op elektriciteit: galvanisatie. De Alliance-machine, die ongeveer 50 V opwekte, was de eerste generator die op industriële schaal werd geproduceerd.
Een andere Belgische ingenieur bij de Alliance zou weldra een nog krachtigere stroomgenerator uitvinden: de Gramme-dynamo (1869) zorgde ervoor dat Nollets uitvinding feitelijk al vrij snel overklast werd. Ook de Siemens-dynamo werd op korte tijd zeer populair.

## Publicaties
Nollet was een veelzijdig natuurwetenschapper die overvloedig publiceerde over allerlei onderwerpen. Inzake elektriciteit verscheen de volgende bijdrage van hem:
- "Des phénomènes d'induction. De la liaison que ces phénomènes établissent entre le magnétisme, l'électricité statique, le galvanisme; les phénomènes électro-magnétiques, électro-dynamiques et thermo-électriques, et enfin de quelques essais d'applications utiles", in: Bulletin des séances de la société des sciences médicales et naturelles de Bruxelles (1842), blz. 69-78 - Lees op Google Books